# سيرو بوليتو
سيرو بوليتو (بالإيطالية: Ciro Polito)‏ (12 أبريل 1979 بنابولي في إيطاليا - ) هو لاعب كرة قدم إيطالي في مركز حراسة المرمى. لعب مع أتالانتا ونادي أفيلينو ونادي بيستويسي ونادي بيسكارا ونادي ريميني ونادي ساسولو ونادي ساليرنيتانا ونادي كاتانيا ونادي لوكيزي ونادي مانتوفا وASD Città di Acireale 1946 ‏ ونادي غروسيتو ويوفي ستابيا.

## روابط خارجية
- سيرو بوليتو على موقع قاعدة بيانات كرة القدم.إي يو (الإنجليزية)
- سيرو بوليتو على موقع Soccerway.com (الإنجليزية)
- سيرو بوليتو على موقع عالم كرة القدم.نت (الإنجليزية)
- سيرو بوليتو على موقع AS.com (الإسبانية)